# Sint-Dionysiuskerk (Sint-Omaars)
De Sint-Dionysiuskerk in Sint-Omaars (Frans: Église Saint-Denis de Saint-Omer) is een rooms-katholieke kerk uit de gotiek. De kerk werd gebouwd tussen de 13e- en 15e eeuw. Het huidige uiterlijk stamt grotendeels uit de 18e eeuw. De kerktoren is wel gebouwd in gotische stijl.

## Geschiedenis
De parochie van Sint-Dionysius was vroeger de parochie van de aristocratische en kooplieden bij uitstek. Dit is te zien aan de vele graven in de kerk die hiernaar verwijzen  
De familie Averhoult stichtte in de kerk de kapel van de Heilige Familie, ook wel bekend onder de naam "Kapel van Averoult".
De kerk werd uitgebreid in de 18e eeuw, uit die tijd stamt het houtsnijwerk en lambrisering op het priesterkoor, waarachter het 15e-eeuwse originele koor is verstopt en het baldakijn. Links van het priesterkoor in een kapel is een albasten christusbeeld van Jacques Dubroeucq te vinden.
Het kerk werd in 1989 geklasseerd als historisch monument. 
Het kerkgebouw is alleen op vrijdagmiddag te bezoeken en op zondag tijdens de vieringen.